# Estonie aux Jeux olympiques d'été de 2004
L'Estonie a participé aux Jeux olympiques d'été pour la neuvième fois aux Jeux olympiques d'été de 2004 à Athènes y remportant 3 médailles (1 en argent et 2 en bronze), se situant à la soixante-quatrième place des nations au tableau des médailles.

## Liste des médaillés estoniens

### Médaille d'argent
| Sport                  | Discipline   | Sportifs     | Performance   |
| Médailles d'argent : 1 |              |              |               |
| Aviron                 | Skiff hommes | Jüri Jaanson | 6 min 51 s 42 |

### Médailles de bronze
| Sport                   | Discipline              | Sportifs           | Performance |
| Médailles de bronze : 2 |                         |                    |             |
| Athlétisme              | Lancer du disque hommes | Aleksander Tammert | 66,66 m     |
| Judo                    | Plus de 100 kg          | Indrek Pertelson   |             |

## Athlétisme

### Hommes
Courses
| Athlète      | Épreuve     | Séries      | Séries | Demi-finale | Demi-finale | Finale      | Finale |
| Athlète      | Épreuve     | Performance | Rang   | Performance | Rang        | Performance | Rang   |
| ------------ | ----------- | ----------- | ------ | ----------- | ----------- | ----------- | ------ |
| Tarmo Jallai | 110 m haies | 13 s 77     | 6e     | -           | -           | -           | -      |

| Athlète        | Épreuve  | Finale         | Finale |
| Athlète        | Épreuve  | Performance    | Rang   |
| -------------- | -------- | -------------- | ------ |
| Pavel Loskutov | Marathon | 2 h 18 min 9 s | 26e    |

Concours
| Athlète            | Épreuve           | Qualifications | Qualifications | Finale      | Finale |
| Athlète            | Épreuve           | Performance    | Rang           | Performance | Rang   |
| ------------------ | ----------------- | -------------- | -------------- | ----------- | ------ |
| Marko Aleksejev    | Saut en hauteur   | 2,15 m         | 31e            | -           | -      |
| Lauri Leis         | Triple saut       | 16,18 m        | 33e            | -           | -      |
| Taavi Peetre       | Lancer du poids   | 19,14 m        | 26e            | -           | -      |
| Andrus Värnik      | Lancer du javelot | 83,25 m        | 5e             | 83,25 m     | 6e     |
| Aleksander Tammert | Lancer du disque  | 65,70 m        | 3e             | 66,66 m     | 3e     |
| Gerd Kanter        | Lancer du disque  | 60,05 m        | 19e            | -           | -      |

Décathlon
| Athlète        | Épreuve  | 100 m   | Long.  | Poids   | Haut.  | 400 m   | 110H    | Disque  | Perche | Javelot | 1500 m        | Total | Rang |
| -------------- | -------- | ------- | ------ | ------- | ------ | ------- | ------- | ------- | ------ | ------- | ------------- | ----- | ---- |
| Erki Nool      | Résultat | 10 s 80 | 7,43 m | 14,26 m | 1,88 m | 48 s 8  | 14 s 80 | 42,05 m | 5,40 m | 61,33 m | 4 min 36 s 33 | 8 235 | 8e   |
| Erki Nool      | Points   | 906     | 942    | 744     | 696    | 870     | 874     | 706     | 1035   | 758     | 704           | 8 235 | 8e   |
| Indrek Turi    | Résultat | 11 s 08 | 6,91 m | 13,62 m | 2,03 m | 51 s 67 | 14 s 26 | 39,83 m | 4,80 m | 59,34 m | 4 min 50 s 01 | 7 708 | 23e  |
| Indrek Turi    | Points   | 843     | 792    | 705     | 831    | 739     | 941     | 661     | 849    | 728     | 619           | 7 708 | 23e  |
| Kristjan Rahnu | Résultat | 10 s 77 | -      | 14,45 m | DNS    | -       | -       | -       | -      | -       | -             | DNF   | -    |
| Kristjan Rahnu | Points   | 912     | -      | 756     | -      | -       | -       | -       | -      | -       | -             | DNF   | -    |

### Femmes
Courses
| Athlète    | Épreuve | Séries      | Séries | Demi-finale | Demi-finale | Finale      | Finale |
| Athlète    | Épreuve | Performance | Rang   | Performance | Rang        | Performance | Rang   |
| ---------- | ------- | ----------- | ------ | ----------- | ----------- | ----------- | ------ |
| Egle Uljas | 400 m   | 51 min 91 s | 4e     | 53 min 13 s | 8e          | -           | -      |

| Athlète      | Épreuve  | Finale          | Finale |
| Athlète      | Épreuve  | Performance     | Rang   |
| ------------ | -------- | --------------- | ------ |
| Jane Salumäe | Marathon | 2 h 48 min 47 s | 44e    |

Concours
| Athlète      | Épreuve           | Qualifications | Qualifications | Finale      | Finale |
| Athlète      | Épreuve           | Performance    | Rang           | Performance | Rang   |
| ------------ | ----------------- | -------------- | -------------- | ----------- | ------ |
| Eha Rünne    | Lancer du disque  | 54,82 m        | 37e            | -           | -      |
| Moonika Aava | Lancer du javelot | 54,96 m        | 33e            | -           | -      |

## Aviron
Hommes
| Athlète                                               | Épreuve          | Qualifications | Qualifications | Repêchages | Repêchages | Demi-finale   | Demi-finale | Finale A      | Finale A | Finale B     | Finale B |
| Athlète                                               | Épreuve          | Temps          | Rang           | Temps      | Rang       | Temps         | Rang        | Temps         | Rang     | Temps        | Rang     |
| ----------------------------------------------------- | ---------------- | -------------- | -------------- | ---------- | ---------- | ------------- | ----------- | ------------- | -------- | ------------ | -------- |
| Jüri Jaanson                                          | Skiff            | 7 min 13 s 74  | 1er            | NC         | NC         | 6 min 47 s 36 | 1er         | 6 min 51 s 42 | 2e       | NC           | NC       |
| Leonid Gulov Tõnu Endrekson                           | Deux de couple   | 6 min 58 s 80  | 3e             | NC         | NC         | 6 min 12 s 80 | 2e          | 6 min 35 s 30 | 4e       | NC           | NC       |
| Oleg Vinogradov Igor Kuzmin Andrei Šilin Andrei Jämsä | Quatre de couple | 5 min 45 s 56  | 2e             | NC         | NC         | 5 min 44 s 90 | 4e          | NC            | NC       | 6 min 5 s 11 | 3e       |

## Cyclisme

### Cyclisme sur route
Hommes
| Athlète       | Compétition            | Temps           | Rang |
| ------------- | ---------------------- | --------------- | ---- |
| Janek Tombak  | Course en ligne hommes | 5 h 50 min 35 s | 61e  |
| Erki Pütsep   | Course en ligne hommes | DNF             | -    |
| Andrus Aug    | Course en ligne hommes | DNF             | -    |
| Jaan Kirsipuu | Course en ligne hommes | DNF             | -    |

Femmes
| Athlète      | Compétition            | Temps | Rang |
| ------------ | ---------------------- | ----- | ---- |
| Maaris Meier | Course en ligne femmes | DNF   | -    |

### VTT
| Athlète      | Compétition   | Temps     | Rang |
| ------------ | ------------- | --------- | ---- |
| Sigvard Kukk | Cross-Country | à 2 tours | 41e  |

## Judo
| Athlète          | Compétition           | 1/16e de finale         | 1/8e de finale         | Quarts de finale    | Demi-finale         | Repêchage 1         | Repêchage 2         | Médaille de bronze  | Finale              | Finale |
| Athlète          | Compétition           | Adversaire Résultat     | Adversaire Résultat    | Adversaire Résultat | Adversaire Résultat | Adversaire Résultat | Adversaire Résultat | Adversaire Résultat | Adversaire Résultat | Rang   |
| ---------------- | --------------------- | ----------------------- | ---------------------- | ------------------- | ------------------- | ------------------- | ------------------- | ------------------- | ------------------- | ------ |
| Aleksei Budõlin  | Moins de 81 kg hommes | Bat Mamrikishvili (GEO) | Battu par Flávio Canto | -                   | -                   | -                   | -                   | -                   | -                   | 17e    |
| Indrek Pertelson | Plus de 100 kg hommes | Bat Bouaichaoui (ALG)   | Bat Tangriev (UZB)     | Battu par Tmenov    | NC                  | Bat Hernandes (BRA) | Bat \|Tataroğlu     | Bat Bianchessi      | -                   | 3e     |

## Lutte
Lutte Gréco-Romaine
| Athlète        | Compétition    | Phase de poule         | Phase de poule        | Phase de poule          | Phase de poule | Quarts de finale | Demi-finale      | Finale           | Finale |
| Athlète        | Compétition    | Adversaire Score       | Adversaire Score      | Adversaire Score        | Rang           | Adversaire Score | Adversaire Score | Adversaire Score | Rang   |
| -------------- | -------------- | ---------------------- | --------------------- | ----------------------- | -------------- | ---------------- | ---------------- | ---------------- | ------ |
| Tarvi Thomberg | Moins de 84 kg | Battu par Metodiev 0-3 | Battu par Daragan 0-5 | Battu par Yerlikaya 0-3 | 4e             | -                | -                | -                | 19e    |

## Natation
Hommes
| Athlète           | Épreuve          | Série         | Série | Demi-finale | Demi-finale | Finale | Finale |
| Athlète           | Épreuve          | Temps         | Rang  | Temps       | Rang        | Temps  | Rang   |
| ----------------- | ---------------- | ------------- | ----- | ----------- | ----------- | ------ | ------ |
| Danil Haustov     | 50 m nage libre  | 23 s 56       | 49e   | -           | -           | -      | -      |
| Danil Haustov     | 100 m nage libre | 51 s 02       | 37e   | -           | -           | -      | -      |
| Aleksander Baldin | 100 m dos        | 1 min 6 s 04  | 49e   | -           | -           | -      | -      |
| Aleksander Baldin | 00 m dos         | 2 min 17 s 90 | 32e   | -           | -           | -      | -      |

Femmes
| Athlète         | Épreuve          | Série        | Série | Demi-finale | Demi-finale | Finale | Finale |
| Athlète         | Épreuve          | Temps        | Rang  | Temps       | Rang        | Temps  | Rang   |
| --------------- | ---------------- | ------------ | ----- | ----------- | ----------- | ------ | ------ |
| Triin Aljand    | 50 m nage libre  | 26 s 19      | 26e   | -           | -           | -      | -      |
| Jana Kolukanova | 100 m nage libre | 57 s 45      | 37e   | -           | -           | -      | -      |
| Elina Partõka   | 200 m nage libre | 2 min 3 s 54 | 28e   | -           | -           | -      | -      |
| Jelena Petrova  | 800 m nage libre | 9 min 1 s 62 | 23e   | -           | -           | -      | -      |

## Tennis
| Athlète               | Compétition  | 1er tour                                            | 2e tour             | 3e tour             | Quarts de finale    | Demi-finale         | Médaille de bronze  | Finale              | Finale |
| Athlète               | Compétition  | Adversaire Résultat                                 | Adversaire Résultat | Adversaire Résultat | Adversaire Résultat | Adversaire Résultat | Adversaire Résultat | Adversaire Résultat | Rang   |
| --------------------- | ------------ | --------------------------------------------------- | ------------------- | ------------------- | ------------------- | ------------------- | ------------------- | ------------------- | ------ |
| Kaia Kanepi           | Simple dames | Battue par Cho Yoon-jeong (KOR) 0-2 (6-7, 1-6)      | -                   | -                   | -                   | -                   | -                   | -                   | -      |
| Kaia Kanepi Maret Ani | Double dames | Battues par Molik (AUS) Stubbs (AUS) 0-2 (1-6, 4-6) | -                   | NC                  | -                   | -                   | -                   | -                   | -      |

## Tir
| Athlète       | Épreuve      | Qualifications | Qualifications | Finale      | Finale |
| Athlète       | Épreuve      | Performance    | Rang           | Performance | Rang   |
| ------------- | ------------ | -------------- | -------------- | ----------- | ------ |
| Andrei Inešin | Skeet hommes | 119            | 21e            | -           | -      |

## Triathlon
| Athlète      | Épreuve   | Finale             | Finale |
| Athlète      | Épreuve   | Performance        | Rang   |
| ------------ | --------- | ------------------ | ------ |
| Marko Albert | Triathlon | 1 h 55 min 26 s 59 | 21e    |

## Voile
Hommes
| Athlète      | Epreuve | Course | Course | Course | Course | Course | Course | Course | Course | Course | Course | Course | Points net | Rang |
| Athlète      | Epreuve | 1      | 2      | 3      | 4      | 5      | 6      | 7      | 8      | 9      | 10     | 11     | Points net | Rang |
| ------------ | ------- | ------ | ------ | ------ | ------ | ------ | ------ | ------ | ------ | ------ | ------ | ------ | ---------- | ---- |
| Imre Taveter | Finn    | 25     | 23     | 24     | 23     | 23     | 21     | 18     | 24     | 22     | 25     | 18     | 221        | 25e  |